# Високівський район
52°25′00″ пн. ш. 22°25′00″ сх. д. / 52.41667° пн. ш. 22.41667° сх. д.
Високівський район (біл. Высокаўскі раён) — адміністративно-територіальна одиниця в Білоруській РСР у 1940—1962 роках, що входила до Берестейської області.
Високівський район із центром у місті Високе було утворено в Берестейській області 15 січня 1940 року, у жовтні встановлено розподіл на 12 сільрад. 16 серпня 1945 року 4 сільради (Гольська, Лумненська, Токарська, Тим'янківська) були передані Польщі, а зі складу скасованого Кліщельського району Високівському району передані Бушлицька, Волковицька та Омеленецька сільради. 16 липня 1954 року було скасовано 5 сільрад. 17 квітня 1962 року Високівський район був скасований, а вся його територія приєднана до Кам'янецького району.
За даними перепису населення 1959 року, в районі проживало 27 067 осіб: 24 966 білорусів (92,24 %), 1390 росіян, 371 українець, 271 поляк, 15 євреїв, 6 татар та 48 представників інших національностей.

## Сільради
1940—1945
- Борщівська;
- Верховицька;
- Вовчинська;
- Гольська;
- Лумненська;
- Лютовська;
- Новосілківська;
- Огородницька;
- Рясненська;
- Ставська;
- Токарська;
- Тим'янківська.

1945—1954
- Борщівська;
- Бушлицька;
- Верховицька;
- Волковицька;
- Вовчинська;
- Лютовська;
- Новосілківська;
- Огородницька;
- Омеленецька;
- Рясненська;
- Ставська.

1954—1962
- Борщівська;
- Бушлицька;
- Верховицька;
- Вовчинська;
- Огородницька;
- Рясненська.